# Chachuły
Chachuły (dawn. Chachuła) – dawna wieś, obecnie osiedle na Górnej w Łodzi, w obrębie osiedla administracyjnego Rokicie. Leży na południowym zachodzie miasta, między ulicami Odrzańską a Dubois. Istnieje też ulica Chachuły.

## Historia
Dawniej samodzielna miejscowość. Od 1867 w gminie Bruss. W okresie międzywojennym należało do powiatu łódzkiego w woj. łódzkim. 24 lutego 1923 Chachułę (539 morgów), Nowe Rokicie (37 morgów) i osadę Ruda Pabianicka wyłączono z gminy Brus, tworząc z nich nowe miasto Ruda Pabianicka
Podczas II wojny światowej Rudę Pabianicką włączono do III Rzeszy. Po wojnie miasto powróciło na krótko do powiatu łódzkiego w woj. łódzkim, lecz już 13 lutego 1946 włączono ją (wraz z Chachułą) do Łodzi.